# Naseobina Lišnja
Naseobina Lišnja (szerbül: Насеобина Лишња), település Bosznia-Hercegovinában, a Bosanska Krajina és a Bosanska Posavina közötti átmeneti területen, Prnjavor község területén, a Szerb Köztársaságban. 

## Fekvése
Bosznia-Hercegovina északi részén, Banja Lukától légvonalban 31, közúton 41 km-re északkeletre, községközpontjától légvonalban 8, közúton 10 km-re északnyugatra fekvő dombvidéken, a Prnjavort Banja Lukával összekötő főút mentén, a Lišnja-folyó mentén, 180-250 méteres tengerszint feletti magasságban található. 

## Népessége
| Nemzetiségi csoport | Népesség 1991 | Népesség 2013 |
| ------------------- | ------------- | ------------- |
| Szerb               | 126           | 120           |
| Bosnyák             | 178           | 77            |
| Horvát              | 5             | 2             |
| Jugoszláv           | 24            | 0             |
| Egyéb               | 144           | 83            |
| Összesen            | 477           | 282           |

## Története
A térség 1878-ig tartozott az Oszmán Birodalomhoz, ekkor a berlini kongresszus határozata alapján az Osztrák-Magyar Monarchia része lett. A település akkor jött létre, amikor a 19. század végén és a 20. század elején Nyugat-Galíciából nagyszámú római katolikus lengyel és görög katolikus ukrán (ruszin) lakosság telepedett itt le. 1910-ben a Prnjavori járáshoz tartozó településen 113 háztartást, 17 ortodox, 465 görög katolikus és 122 római katolikus lakost találtak. A monarchia szétesésével 1918-ban előbb a Szerb-Horvát-Szlovén Királyság, majd 1929-től a Jugoszláv Királyság része. 1921-ben a községnek 126 háztartása és 704 lakosa volt. Az 1929-es törvény értelmében, amikor Bosznia-Hercegovinát négy banovinára, Drinskára, Vrbaskára, Zetskára és Primorskára osztották, a település a Vrbaska banovina része lett, amelynek székhelye Banja Luka volt Jugoszlávia megszállása után a Független Horvát Állam (NDH) része lett. A második világháború után a település a szocialista Jugoszláviához tartozott. A háború után a lengyel kormány visszahívta a Lengyelországon kívül tartózkodó lengyeleket, hogy térjenek vissza hazájukba. A lengyelek 1945-ös kongresszusukon úgy döntöttek, hogy visszatérnek hazájukba, és erről értesítették a jugoszláv és a lengyel hatóságokat. A lengyelek mindkét fél engedélyével Alsó-Sziléziát jelölték ki Lengyelországhoz való visszatérésük helyéül és megkezdődött a lengyelek nagy kivándorlása. Távoztak a görög katolikusok is főként Vajdaságba vagy Szlavóniába, ahol elsősorban a nagyobb városokban telepedtek le. Ennek során Boszniában 37 görög katolikus település teljesen kiürült, de a többiek ukrán lakossága is jelentősen csökkent. 1948-ban még 1020 ukrán élt a településen, belőlük 1991-re mindössze 144 ukrán maradt. 2013-ra az ukránok száma 71-re csökkent. A daytoni békeszerződést követő területfelosztásnál a település Prnjavor község részeként a Szerb Köztársaság területéhez került. 

## Oktatás
A tanulók a helyi „Meša Selimović” Általános Iskolába járnak. 1930-ban kezdődtek meg az iskola építésének első előkészítő munkái, majd 1931-ben kezdték meg az építkezést. A munkálatok 1932 közepén fejeződtek be és megkezdte működését a négyosztályos iskola. Első tanára Đuka Ćućun volt. 1957/1958-ban hatosztályos iskola lett. 1961-ben Prnjavor város tanácsa 1961. december 27-én határozatot adott ki az iskolák központosításáról, és 1961-ben a Naseobina Lišnja-i Általános Iskola lett a központi iskola, amelyhez a lišnjai „Hakija Tabaković” Általános Iskola, valamint az Otpočivaljka, Čorle, és Galjipovci általános iskolái is hozzátartoztak. Az új iskola 1965. július 4-én alakult, és a „Testvériség – egység” nevet kapta. A ma is használatban lévő iskolaépület 1974-ben épült. Az iskola nevét 1990-ben változtatták meg, Meša Selimović szerb író nevét kapta. 

## Nevezetességei
- Szent Péter és Pál apostoloknak szentelt görög katolikus temploma a falu keleti részén, a főúttól délre áll.

- Szent Márk evangélistának szentelt ortodox temploma közvetlenül a főút mellett áll. Keletelt, bizánci stílusú épület a nyugati homlokzat felett álló két zömök harangtoronnyal és a szentély feletti, nyolcszögletű kupoladobon álló kupolával.